# Ismael Hernández
Ismael Marcelo Hernández Uscanga (Cuautla, 23 gennaio 1990) è un pentatleta messicano.

## Palmarès
- Olimpiadi:

Rio de Janeiro 2016: bronzo nell'individuale.
- Campionati panamericani:

Toronto 2015: argento nell'individuale.